# Lega B
A  Lega Nazionale Professionisti B (em português): Liga Nacional de Profissionais B), muito conhecida como LNPB ou Lega B (Liga B), é um órgão que organiza a segunda maior competição do futebol na Itália, a Serie B. Anteriormente conhecida como Lega Nazionale Professionisti Serie B ou apenas Lega Serie B. Sua sede é em Milão.

## História
Foi fundada em 1 de julho de 2010, depois de uma divisão entre os clubes da Serie A e Serie B, que levou à dissolução da Lega Calcio e à criação de duas novas ligas: Lega Serie A e Lega Serie B. Desde abril de 2011, a Lega Serie B está filiada à A Associação de Ligas Europeias de Futebol. A partir de 8 de julho de 2015, passou a chamar-se Lega B.

## Competições

### Liga
Atualmente temos 20 clubes na Serie B, até 2018 eram 22. Durante a temporada (geralmente de agosto a maio), cada clube enfrente os demais duas vezes (no sistema de turno e returno), uma vez como mandante (ida) e outra como visitante (volta), num total de 38 jogos (19 por turno). As equipes recebem três pontos por vitória, um ponto por empate e nenhum ponto em caso de derrota; o clube com o maior número de pontos é considerado campeão no final de cada temporada. Se duas equipes terminarem com o mesmo número de pontos, será usado os seguintes critérios de desempate: (1) pontos ganhos no confronto direto, (2) saldo de gols no confronto direto, (3) saldo de gols no geral, (4) total de gols marcados no geral. Se mesmo assim persistir a igualdade, as equipes serão considerados ocupando a mesma posição. No entanto, se após a aplicação dos critérios de desempate acima mencionados existir uma igualdade no tacante as posições de rebaixamento ou na classificação para os play–offs, as posições serão decididas por sorteio.
As duas equipes mais bem colocadas,  além do vencedor dos play-offs (entre os clubes do 3º ao 6º lugar da tabela) são promovidos à Serie A da próxima temporada, para os seus lugares chegam os os três últimos colocados das Serie A. Na parte inferior da tabela de classificação, os três últimos clubes e o perdedor dos play-offs (entre as equipes da 16ª e 17ª colocação), são rebaixados para a Lega Pro Prima Divisione, liga esta que promove as quatro equipes para a Serie B da temporada seguinte.

### Copa
Os clubes da Lega Serie B participam da Coppa Italia, que é organizada pela Lega Serie A.

### Competições de categorias de base
As categorias de base dos clubes da Lega Serie B disputam o Campionato Primavera 2 e a Coppa Italia Primavera, que são organizadas pela Lega Serie B e Lega Serie A, respectivamente.

## Lista de presidentes
- Andrea Abodi (2010–2017)
- Mauro Balata (2017–)

## Bola oficial
- 2010–11: Nike T90 Tracer
- 2011–12: Nike Seitiro
- 2016–17: Puma evoPOWER 2.1